# エルマン・リシール
エルマン・リシール（Herman Jean Joseph Richir、1866年12月4日 - 1942年3月15日）は、ベルギーの画家である。女性画や風俗画、肖像画を描いた。ブリュッセル王立美術アカデミーの校長も務めた。

## 略歴
ブリュッセル首都圏地域のイクセルで生まれた。サン＝ジョス＝タン＝ノードの美術学校で、ギュスターヴ・ビオ(Gustave  Biot: 1833-1905)とシャルル・エルマン(1839-1924)に学んだ。1884年にブリュッセル王立美術アカデミーに入学し、ジャン＝フランソワ・ポルテールに学んだ。 
1885年までにはアカデミーのコンクールで賞を受賞し、1886年にはベルギーのローマ賞では、コンスタン・モンタルド(1862-1944)に次いで2位となった。1889年にヘントのトリエンナーレで、金メダルを受賞し、1889年と1891年のパリのサロンに出展し、1897年にブリュッセルで開かれた国際博覧会の展覧会にも出展した。
1900年にブリュッセル王立美術アカデミーの教授に任じられた。リシールの教えた学生にはルイ・ビュイスレ(Louis Buisseret: 1888-1956)やレオン・ナヴェス(Léon Navez: 1900-1967)がいる。1906年から1927年の間に何度か校長も務めた。 1927年に建築家のヴィクトール・オルタが校長職を継いだ。
肖像画家として働き、ベルギー国王妃、アストリッド・ド・スエードらの王族や有力者の肖像画も描いた。風俗画やヌード、静物画も描いた。
「Hamner」のペンネームで、アール・ヌーボーのスタイルで、百貨店デレーズ(Delhaize)のポスターもデザインした。

## 作品

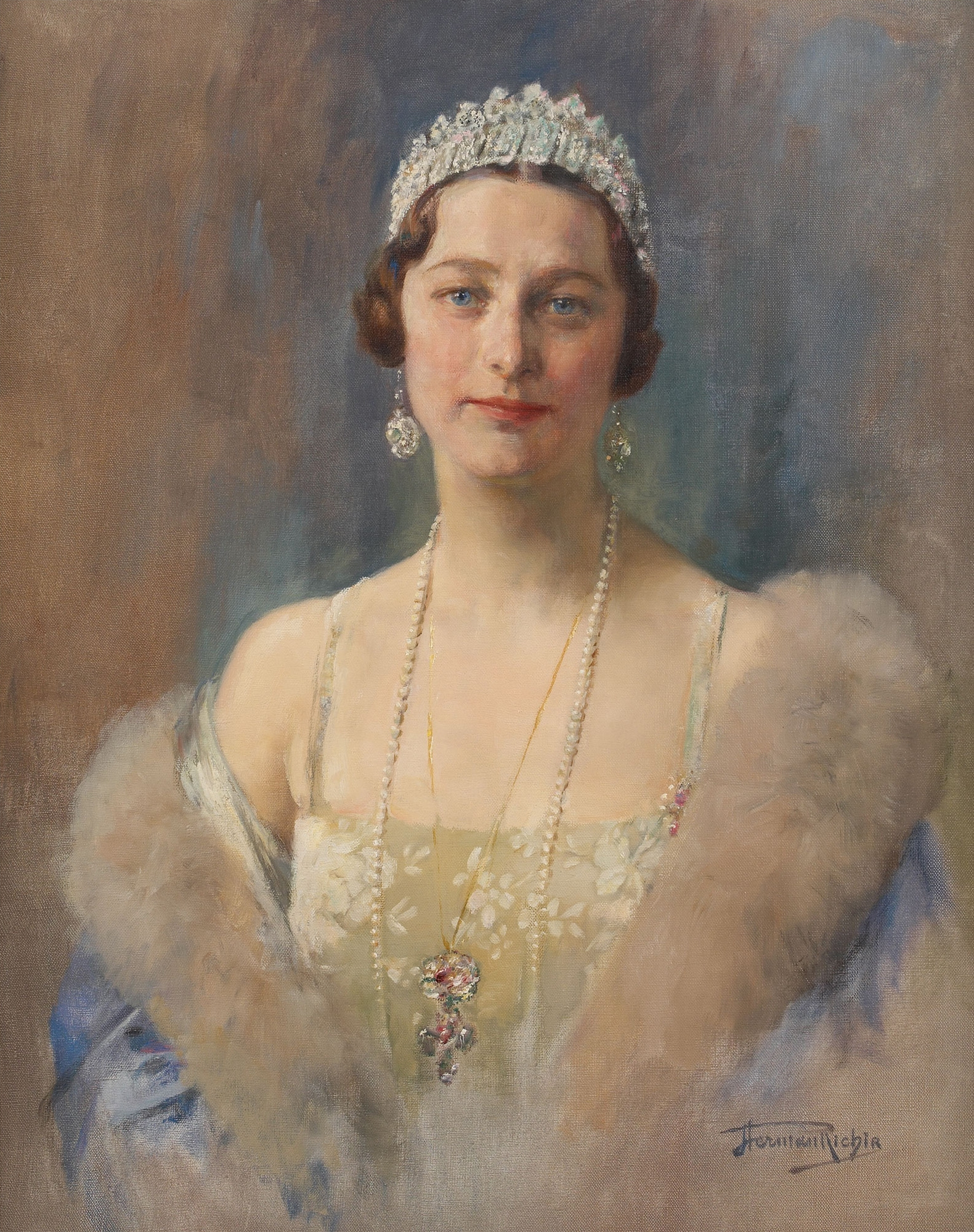
王妃、アストリッド・ド・スエード
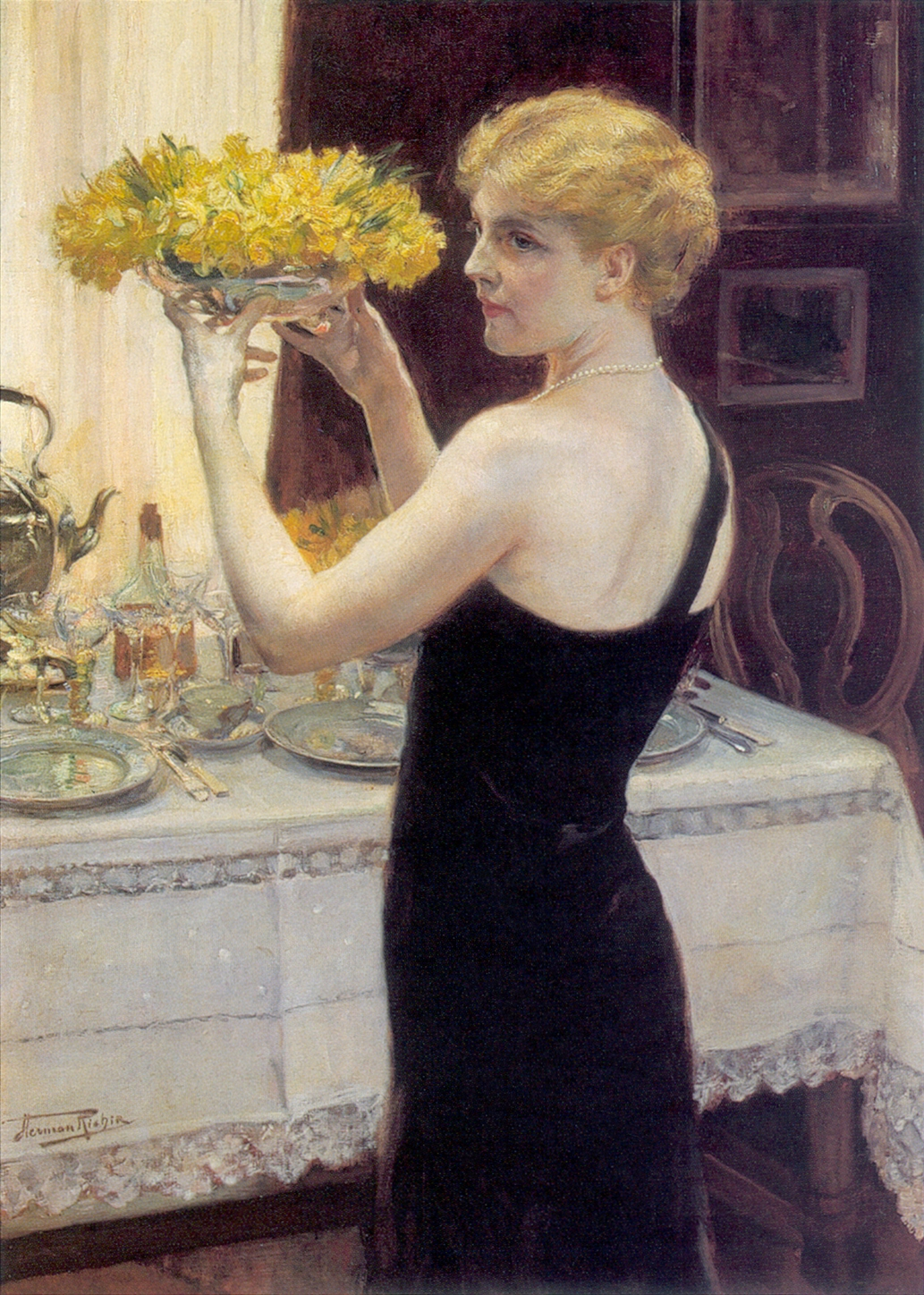
夕方の準備(Les Apprêts de la soirée)
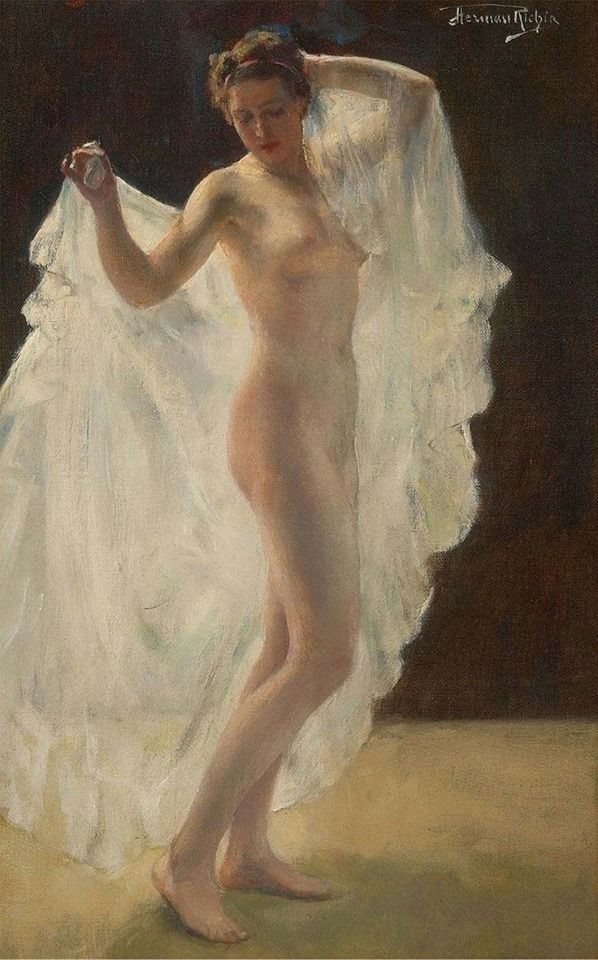
ヌード (c.1900)
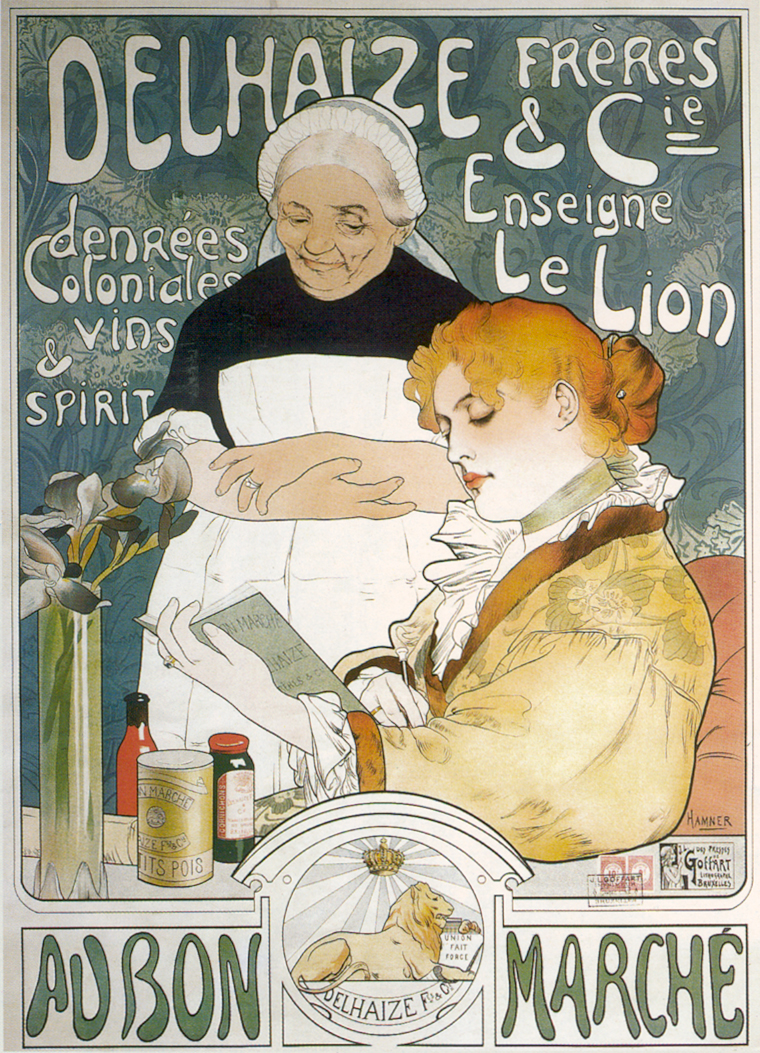
1897年頃の百貨店デレーズのポスター